# Władimir Sobczenko
Władimir Fiodorowicz Sobczenko (ros. Влади́мир Фёдорович Со́бченко, ukr. Володимир Федорович Собченко, ur. 13 czerwca 1930 w Białej Cerkwi, zm. 30 września 2014) – radziecki dyplomata i działacz partyjny.

## Życiorys
Od 1953 należał do KPZR, w 1954 ukończył Instytut Rolniczy w Białej Cerkwi. Był instruktorem KC KPU, a w latach 1973–1978 II sekretarzem Komitetu Obwodowego KPU w Winnicy. W 1980 ukończył Akademię Dyplomatyczną i podjął pracę w dyplomacji, początkowo pracował w Wydziale Azji Południowo-Wschodniej Ministerstwa Spraw Zagranicznych ZSRR, a od 9 października 1980 do 3 października 1986 był ambasadorem nadzwyczajnym i pełnomocnym ZSRR w Laosie. Od 1986 do lutego 1991 był ambasadorem nadzwyczajnym i pełnomocnym ZSRR w Tunezji, następnie przeszedł na emeryturę.

## Odznaczenia
- Order Rewolucji Październikowej
- Order Przyjaźni Narodów
- Order Wolności (Laos)

I order tunezyjski.